# Albert Dupuis
Albert Laurent Joseph Dupuis (Verviers, 1 maart 1877 – Brussel, 19 september 1967) was een Belgische componist.

## Leven en werk
Hij was zoon van de muziekleraar Guillaume Joseph Dupuis en Marguerite Purée, maar was op zijn vijftiende al wees.  
Dupuis begon zijn muzikale studies (piano, viool en fluit) al op achtjarige leeftijd aan het Conservatorium van Verviers. In die stad werd hij repetitor aan het Grand Théatre en componeerde hij zijn eerste opéra comique toen hij nauwelijks achttien was. In 1897 trok hij naar Parijs om er les te volgen bij Vincent d'Indy, Alexandre Guilmant en Charles Bordes aan de Schola Cantorum de Paris. Hij was korte tijd koordirigent aan de Église Saint-Eustache, maar in 1900 keerde hij terug naar Verviers om er te trouwen. In 1903 won hij de Belgische Prix de Rome met zijn cantate La chanson d’Halewyn en ging zijn opera Jean Michel in première in de Brusselse Munt. 
Na in het seizoen 1905-1906 te hebben gefungeerd als operadirigent in Gent besloot hij zijn leven geheel aan het componeren te wijden, maar al in 1907 liet hij zich overhalen om te worden aangesteld tot directeur van het Conservatorium van Verviers. Deze functie bleef hij uitoefenen tot zijn pensioen in 1947.
Tijdens zijn leven had hij als componist een zeker succes in België en Frankrijk. Zijn opera La Passion werd ongeveer 150 keer in de Munt opgevoerd, vaak onder zijn eigen leiding. De beroemde violist en dirigent Eugène Ysaÿe, aan wie hij enkele composities opdroeg, propageerde zijn werk en voerde het ook uit in de Verenigde Staten. Tegenwoordig wordt zijn oeuvre nauwelijks meer gespeeld. Van de Prix de Rome-cantate La chanson d’Halewyn en de Tweede symfonie bestaan opnames gemaakt door René Defossez.

## Werkselectie
- Een twintigtal stukken voor piano, waaronder
  - Suite champêtre (Cranz, Brussel)
  - Pièces paradoxales, 1923 (Bayard-Nizet, Stavelot)
- Twee pianotrio's voor viool, cello en piano
- Twee strijkkwartetten
- Vijf werken voor viool en piano, waaronder
  - Sonate voor viool en piano, 1922 (Senart, Parijs)
- Elf werken voor altviool en piano
- Vier stukken voor cello en orkest, waaronder
  - Concerto voor cello (manuscript)
  - Légende, 1909
- Zes werken voor piano en orkest, waaronder
  - Pianoconcert
- Negen werken voor viool en orkest, waaronder
  - Vioolconcert
  - Fantaisie rhapsodique, 1906 (Schott, Brussel)
- Een dertigtal orkestwerken, waaronder
  - Twee symfonieën
  - Vier symfonisch gedichten
- Een dertigtal liederen, waaronder
  - Bundel van 12 liederen (Schott, Brussel en Katto, Brussel)
- Vijf cantates waaronder
  - La Chanson d’Halewyn, 1903 (Eschig, Parijs)[2]
- Vijf oratoria
- Acht balletmuzieken
- Een vijftiental stukken voor zang en orkest
- Een twintigtal stukken voor koor
- Een vijftiental opera's, waaronder
  - Jean-Michel, 1900 (Breitkopf & Härtel, Leipzig)
  - Fidélaine, 1908-1909 (Breitkopf & Härtel, Leipzig)
  - La Grande Bretèche, 1911-1912 (naar Honoré de Balzac) (Eschig, Parijs)
  - La Passion, 1912-1914 (Chouden, Parijs)

## Het fonds Albert Dupuis
Na het overlijden van Albert Dupuis werd een fonds opgericht door zijn nazaten, die het later aan de Koning Boudewijnstichting schonken om het behoud ervan te verzekeren. In december 2022 vertrouwde de Koning Boudewijnstichting de collectie [archief] toe aan de Koninklijke Bibliotheek van België, waar ze werd opgenomen in de collecties van de Muziekafdeling.
Het fonds Albert Dupuis bestaat voornamelijk uit gedrukte en handgeschreven partituren van de werken van de componist, handschriften, persknipsels, concertprogramma’s, iconografische documenten, briefwisseling die zijn volledige loopbaan bestrijkt (brieven van Eugène Ysaÿe, Vincent d’Indy, Edgar Tinel of ook Octave Maus) en aantekeningen die Dupuis maakte tijdens de lessen van d’Indy aan de Schola Cantorum, met daarnaast ook enkele voorwerpen zoals het dirigeerstokje van de componist.